# لاین واکر
لاین واکر یا رمز گمشده (به انگلیسی: Line Walker) یک فیلم اکشن و دلهره‌آور محصول سال ۲۰۱۶ که از مجموعه تلویزیونی ۲۰۱۴ به همین نام اقتباس شده‌است. به کارگردانی جاز بون با بازی نیک چیانگ و لوئیس کو است. این فیلم در ۱۱ اوت ۲۰۱۶ در چین و هنگ کنگ اکران شد. و قسمت دوم این فیلم با عنوان لاین واکر ۲ در سال ۲۰۱۹ منتشر شد.

## داستان
چند پلیس مخفی متوجه می‌شوند که اطلاعات و هویتشان در تمام ادارجات پلیس به‌طور مرموزی پاک شده و حال برای این موضوع خودشان دست به عمل می‌شوند و …